# Pizza de Pascua

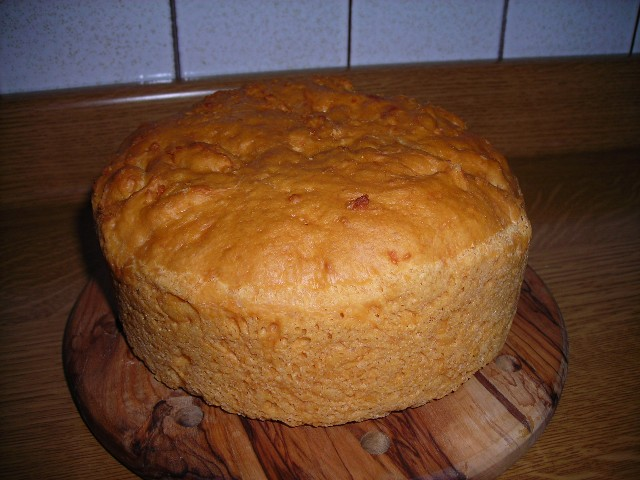
Pizza (o tarta) de Pascua al queso.

La pizza de Pascua (llamada también en algunas zonas tarta de Pascua o crescia de Pascua) es un producto de horno típico de muchas zonas de Italia, especialmente del centro. Es uno de los platos que se sirven históricamente en el desayuno de la mañana de Pascua, un rito tradicional típico del centro de Italia. Se presenta en dos tipos, uno salado y dulce, pero ambos tienen una forma similar a la del panettone.

## Variante salada
La variante salada al queso es un producto agroalimentario tradicional de Umbría.

## Variante dulce

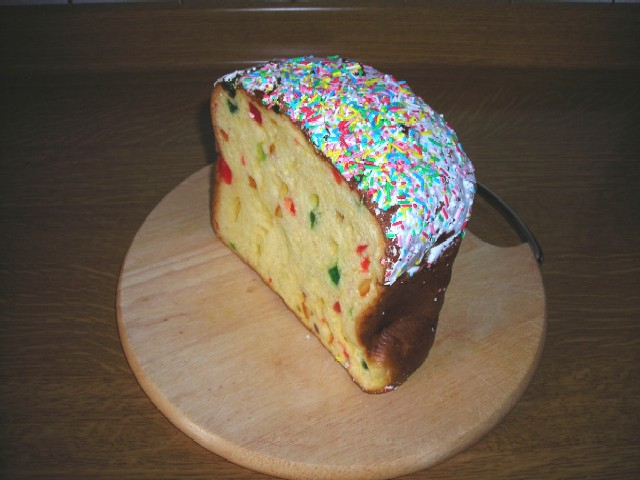
Una pizza dulce de Pascua típica de Umbría, muy parecida al panettone.

Como en el caso del panettone, la masa se eleva dos veces, porque los ingredientes se añaden a la mezcla inicial (generalmente compuesta por toda la levadura necesaria y con muy poca harina) en las últimas etapas de la fermentación.
Con o sin fruta confitada, la pizza dulce lleva también una fiocca, un glaseado de merengue y perlas de azúcar en las versiones de Umbría-Las Marcas.